# Îlot 13
L'îlot 13, dit « îlot » en raison de la subdivision des anciens quartiers du centre ville de Genève (Grottes & Cropettes) en petites zones, est un petit quartier qui se trouve derrière la Gare Cornavin, limité par la rue de Montbrillant, la rue des Gares et le Passage des Alpes.

## Historique
L'îlot 13 était constitué d’anciens bâtiments mal entretenus avant son occupation par des squatteurs qui ont lutté pour empêcher sa démolition, prévue par l'État de Genève afin de construire un nouveau quartier des Cropettes. Les squatteurs ont réussi à obtenir quatre immeubles et un centre de quartier autogéré (la Buvette des Cropettes). Ils ont pu effectuer les rénovations eux-mêmes.
L'îlot 13 abrite le siège de l'ONG écologiste Noé21, ainsi que les locaux genevois du mouvement communiste et d'extrême gauche SolidaritéS

## La Maison des Habitants (MdH)
Construite en 1830, la Maison des Habitants est un ancien relais sur la route du pays de Gex, en direction de Paris. Cette maison de trois étages et combles comprenait une écurie et un bistrot au rez-de-chaussée et des chambres pour les voyageurs dans les étages. L’auberge a fonctionné jusqu’en 1940, puis est devenue un hangar, pour finalement reprendre un rôle social, quarante ans plus tard, après un réaménagement effectué par les nouveaux habitants du quartier.
Anciennement promue à la démolition, elle a été maintenue grâce au concours international d’architecture Europan, qui a achevé d'en rendre évidents les intérêts historiques, architecturaux, ainsi que le rôle social pour le quartier. Pour l'association des habitants, il a toujours été prioritaire de garder ce bâtiment, tant à cause de son ancienneté, que pour sa position en retrait de la route qui donne sens aux constructions postérieures dans les cours.
Investie par l’association des habitants, la MdH abrite depuis 1985 des ateliers d'artistes aux étages et la salle de spectacle de l'Écurie, attenante à la Buvette des Cropettes au rez-de-chaussée.

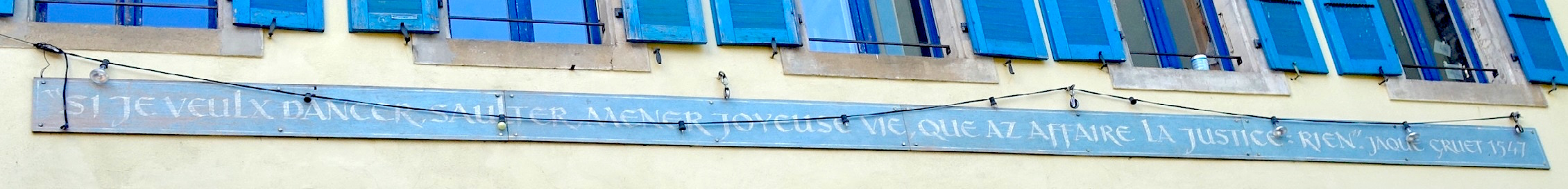
“Si je veulx dancer, saulter, mener joyeuse vie, que az affaire la justice : rien.” Jaque Gruet 1547.

## La Buvette
La Buvette est un bistrot à l’usage des membres de l’Association et de ses sympathisants, elle est gérée par l'association et animée par une équipe. L’aménagement, les horaires, le choix et les prix des consommations, etc. sont discutés en association.

## Galerie

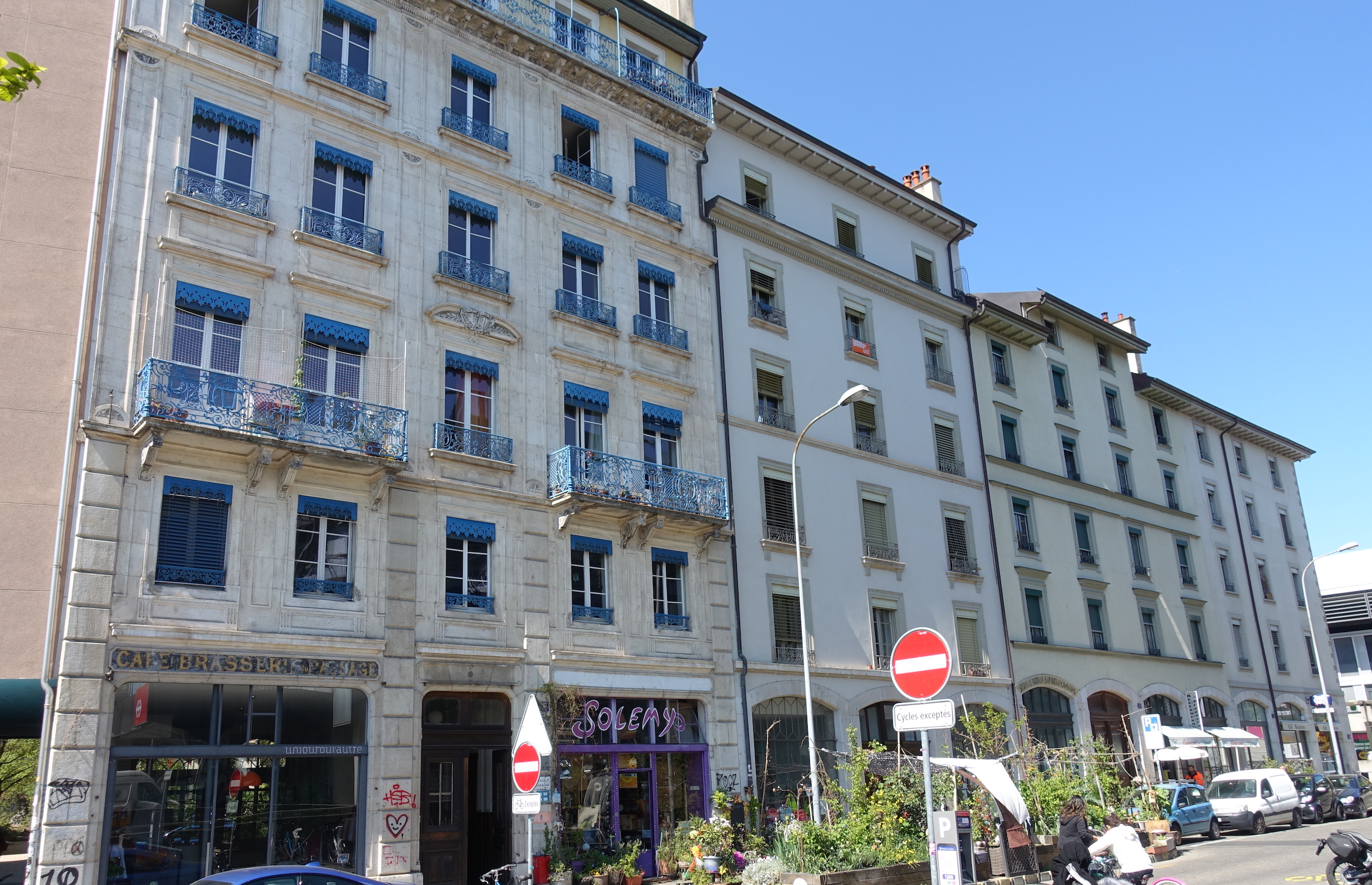
Rue des Gares 15-21
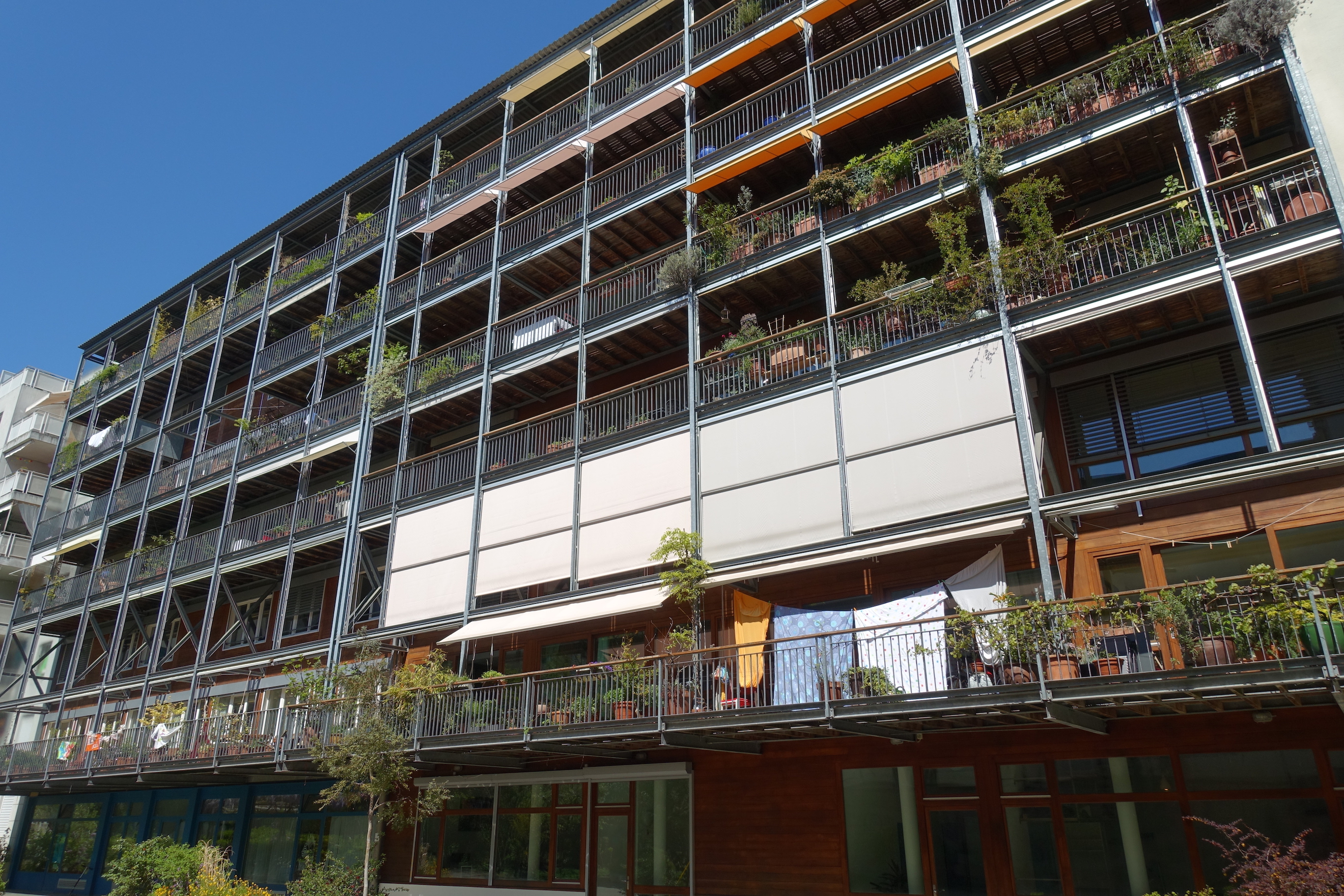
Rue des Gares 25-27
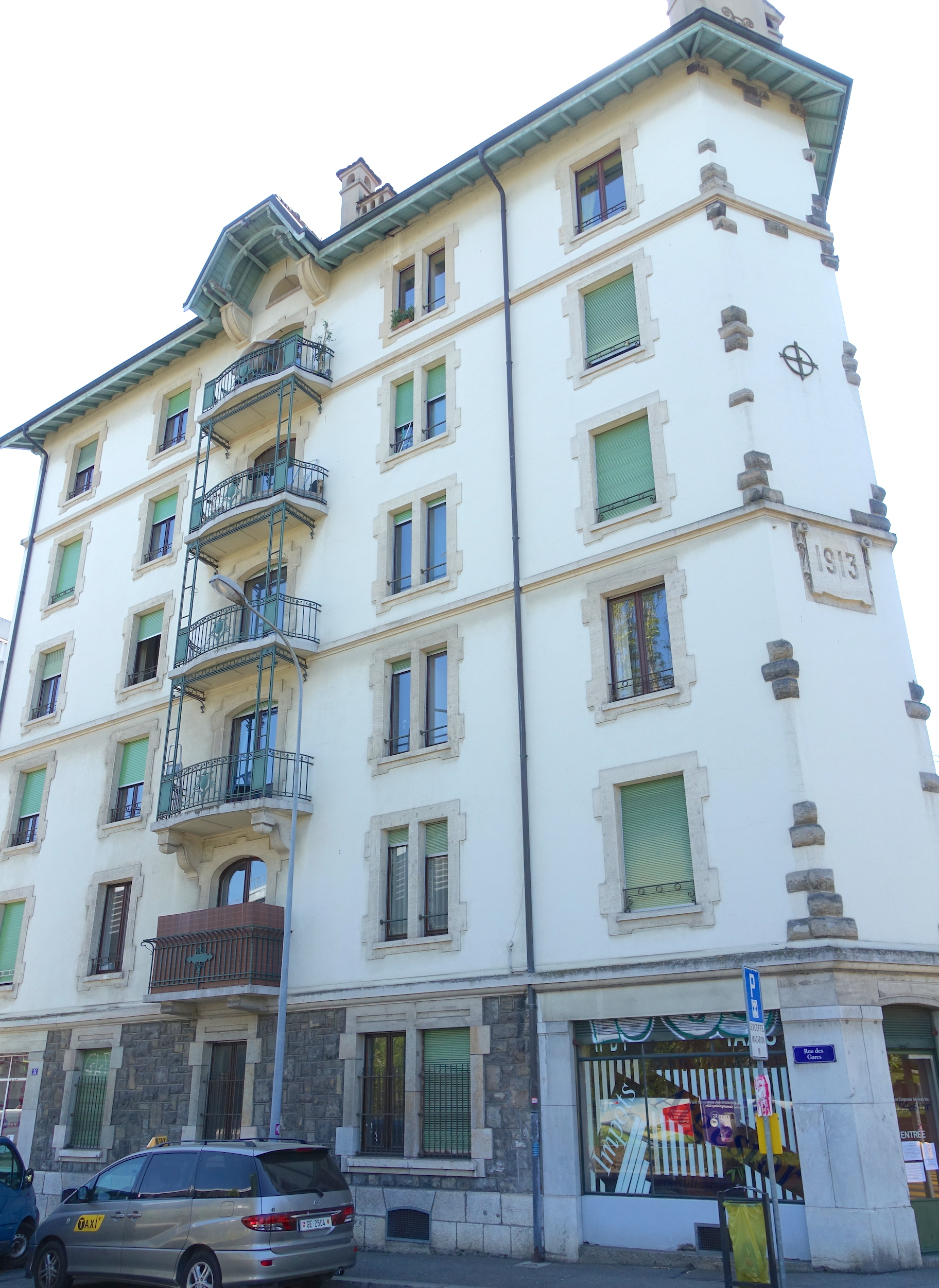
Rue des Gares 31
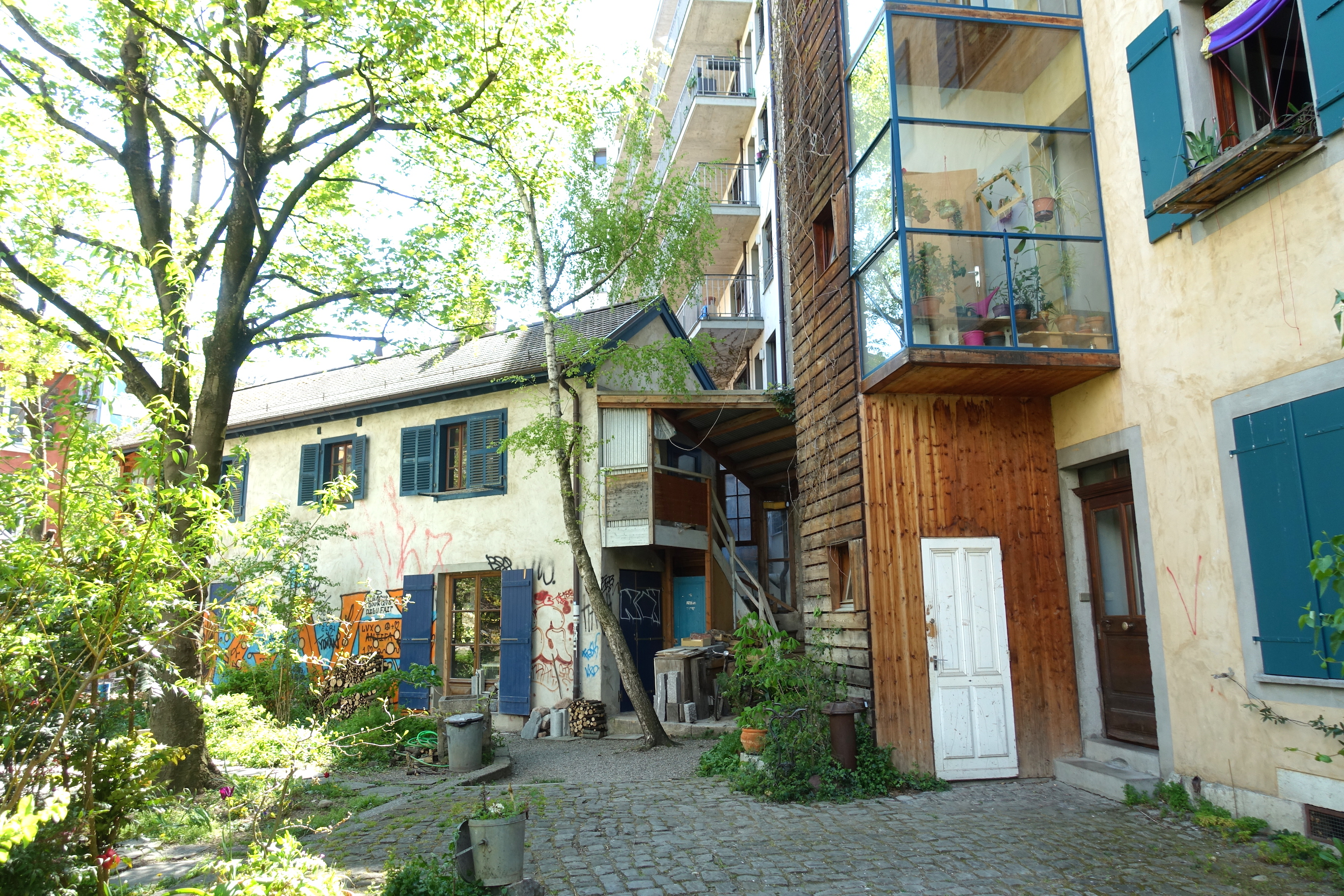
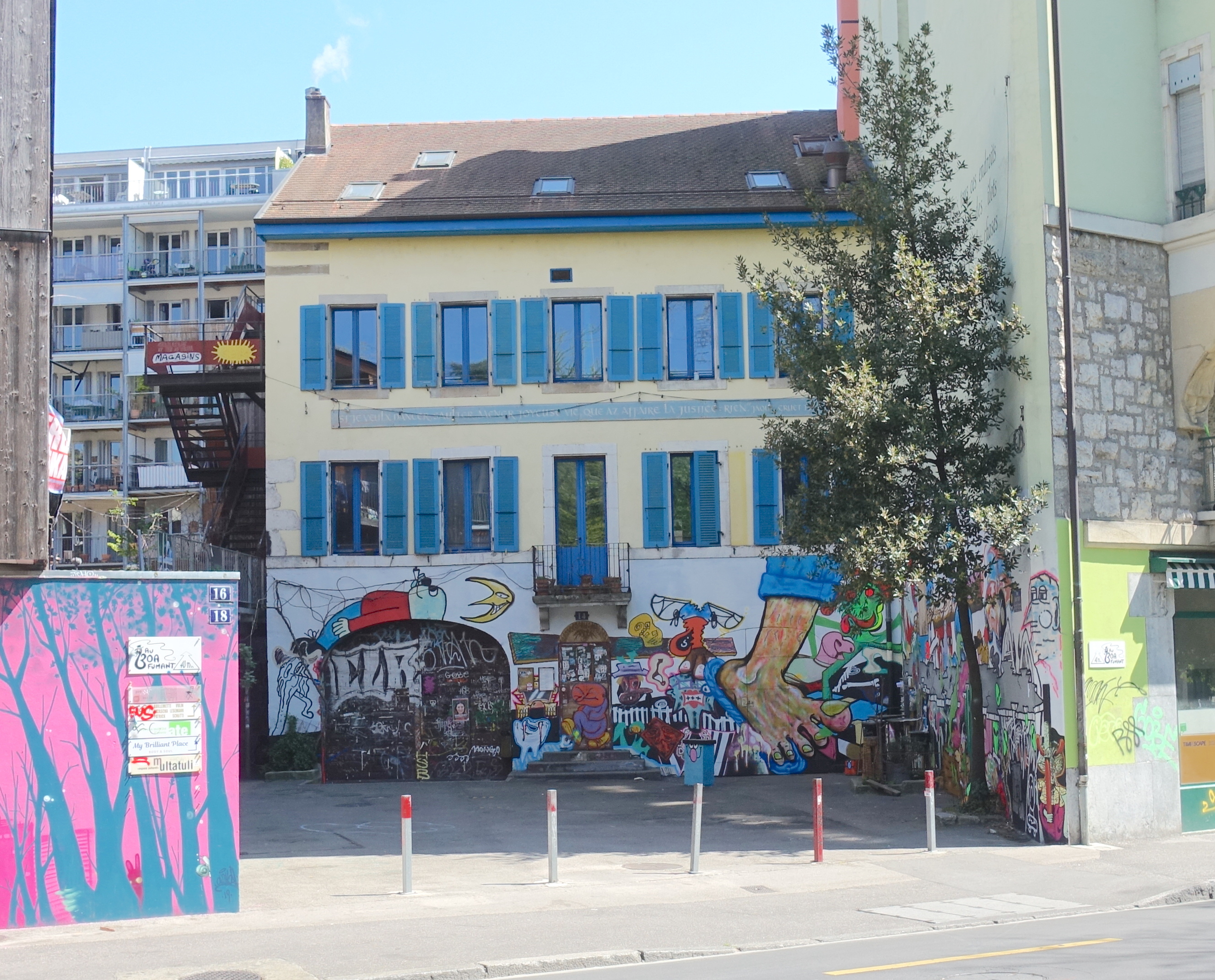
Maison des Habitants
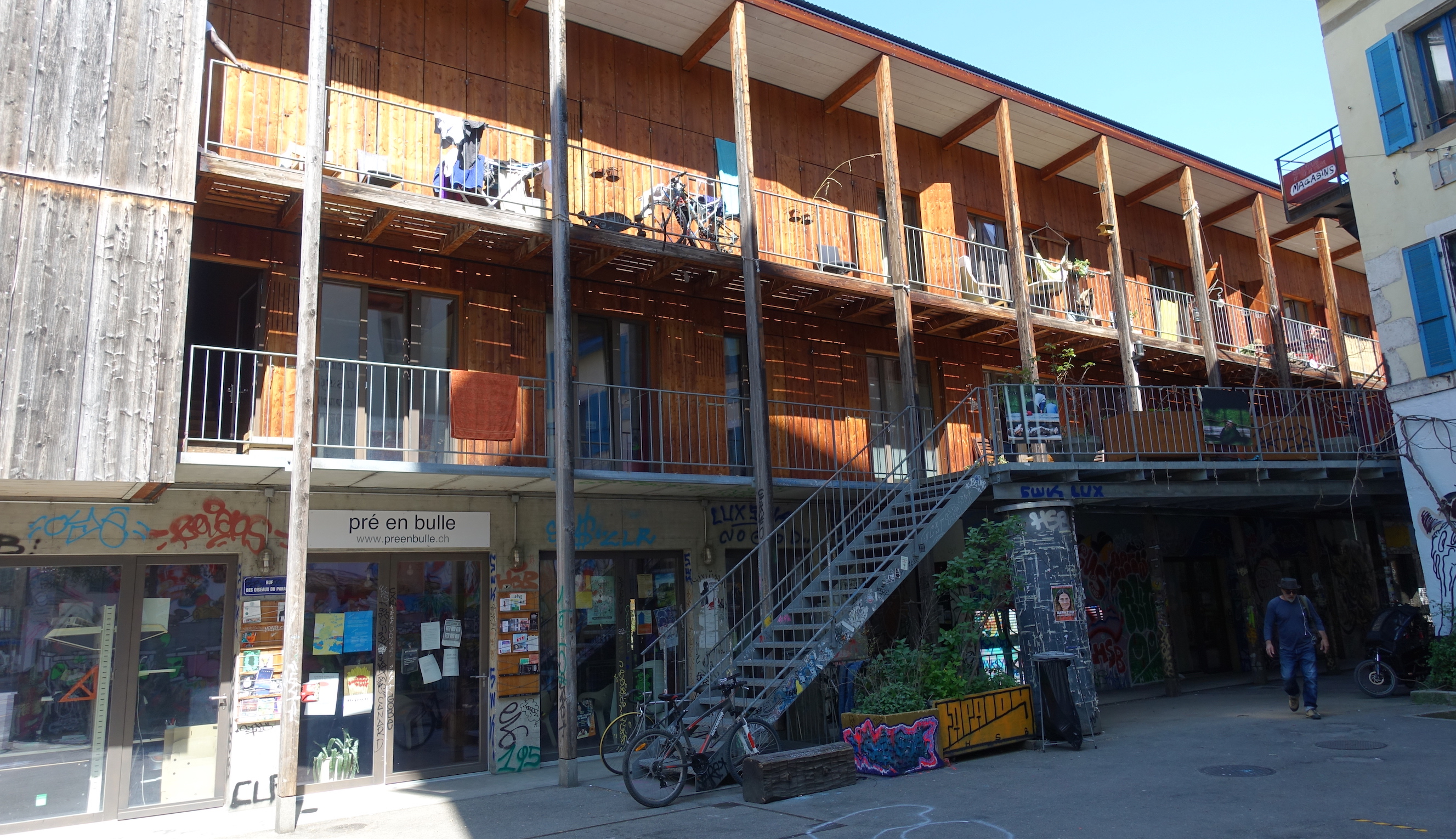
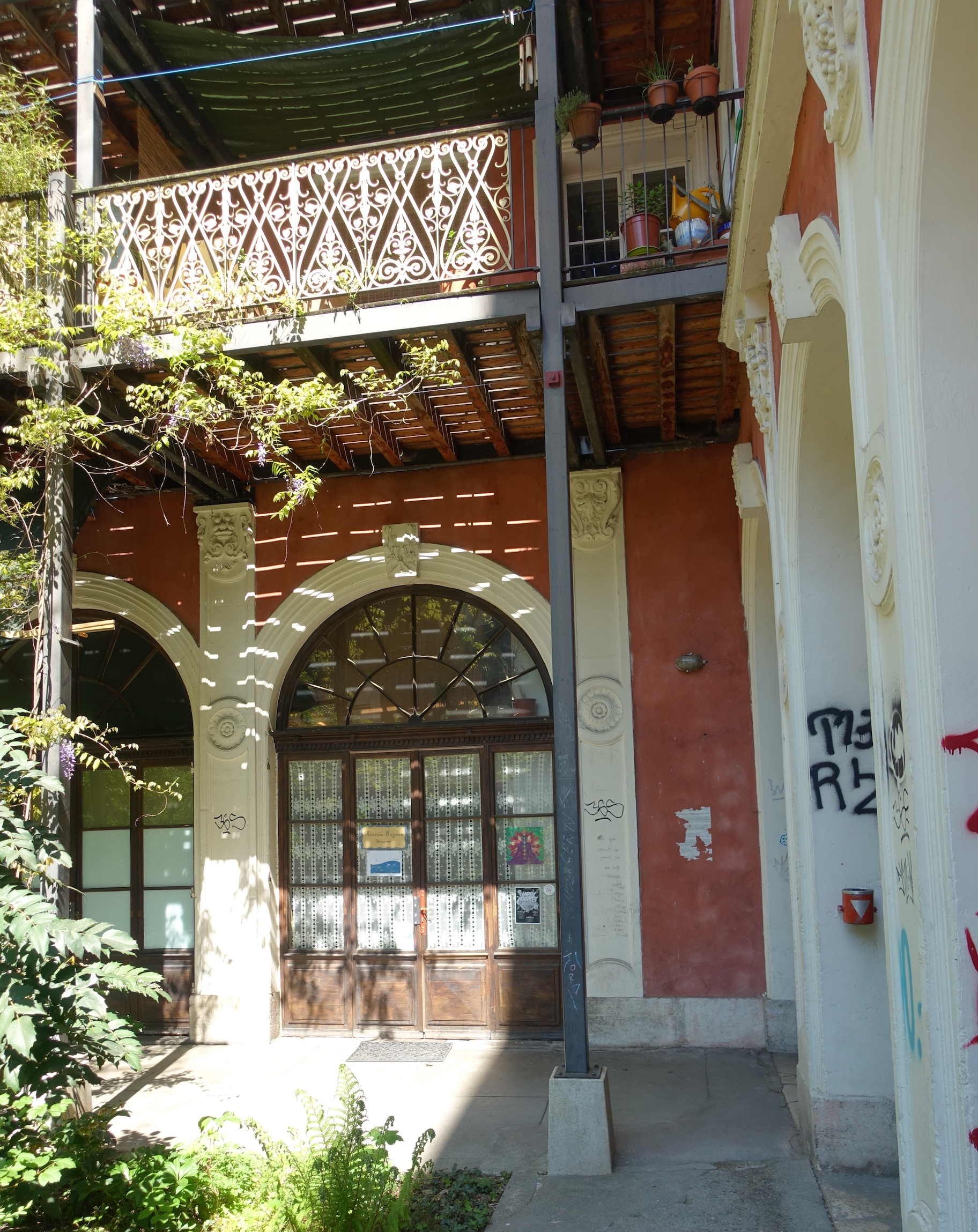
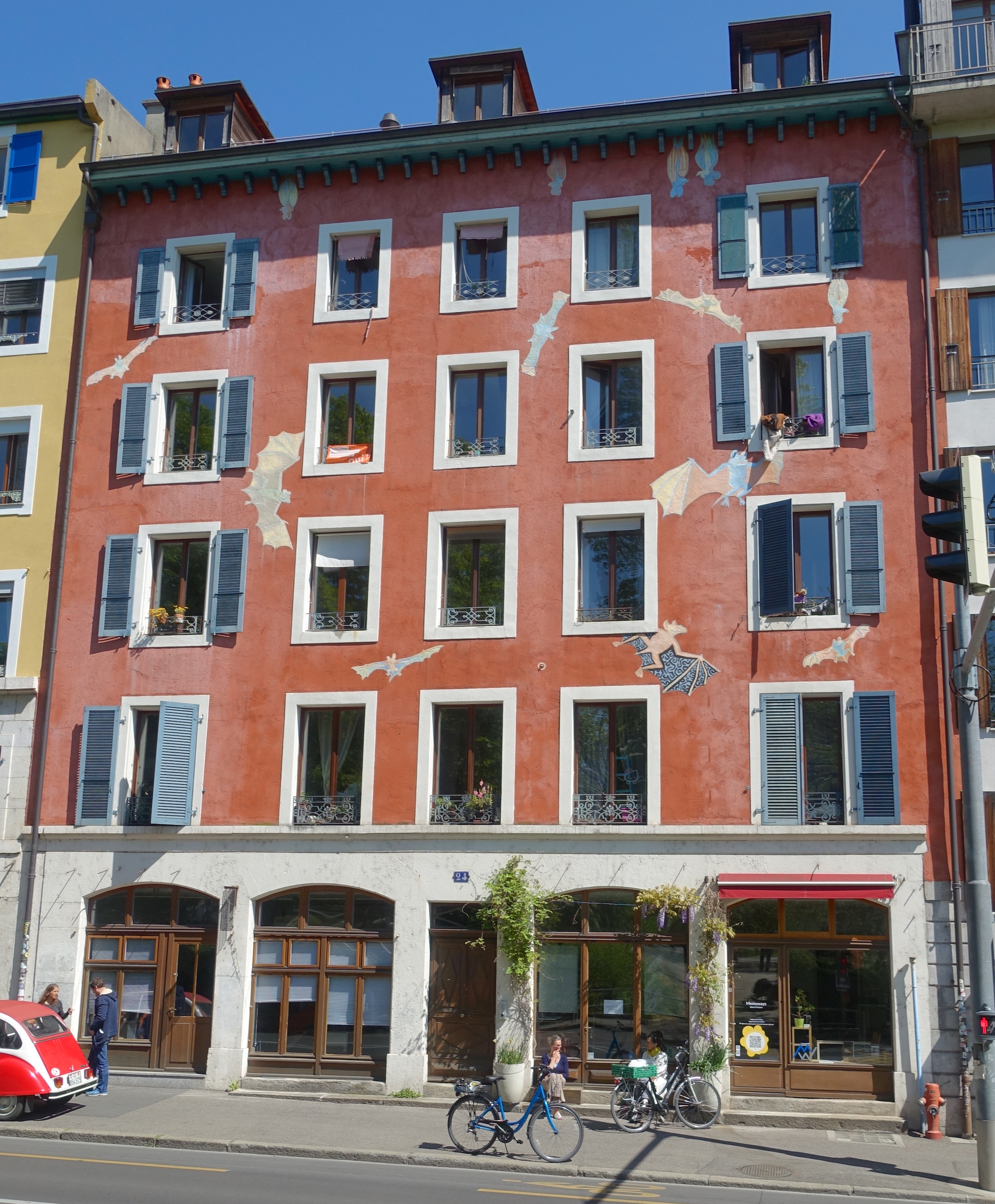
Rue de Montbrillant 24
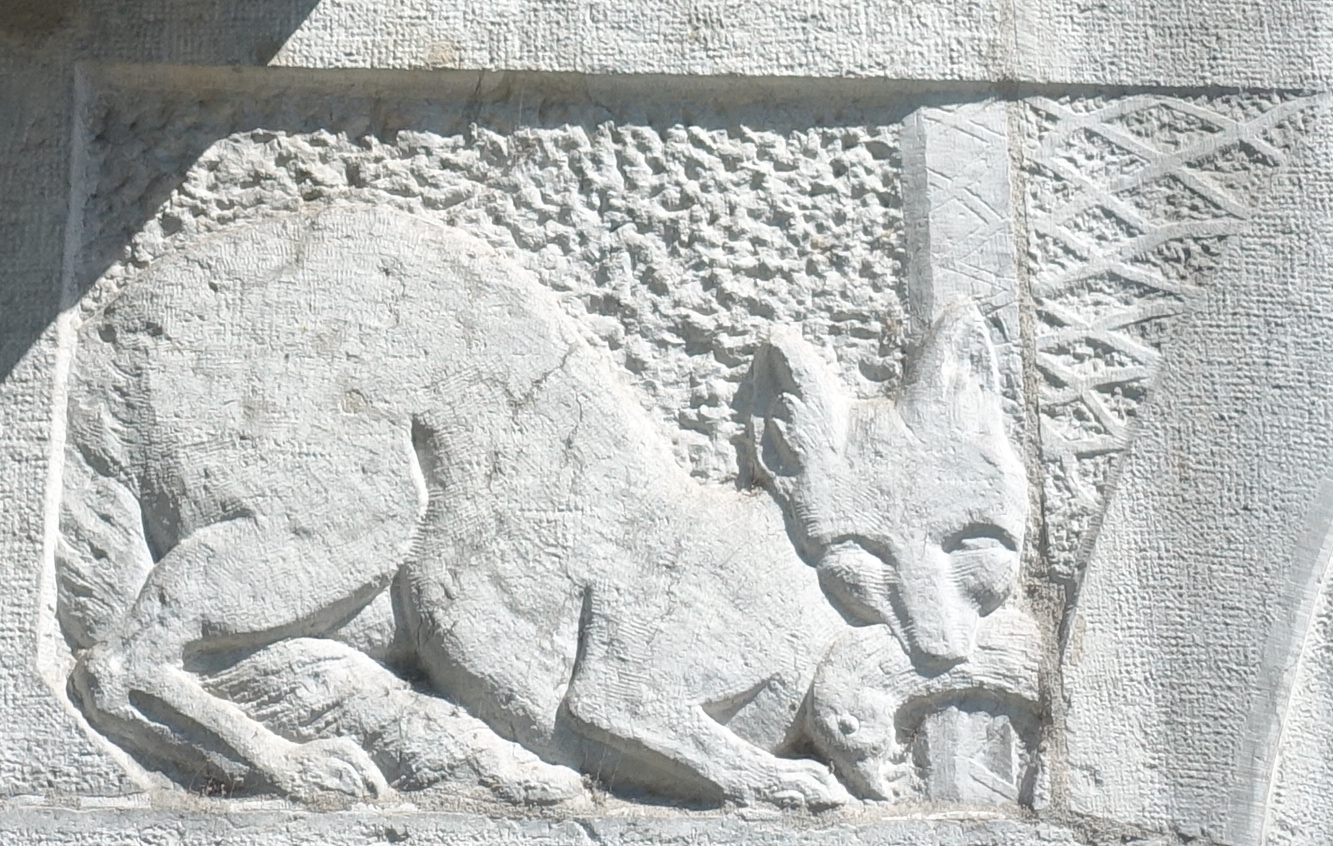
Rue de Montbrillant 12